# Etapa Națională 2025
La terza edizione di Etapa Națională (lett. "Selezione nazionale") si sarebbe dovuta svolgere il 22 febbraio 2025 e avrebbe dovuto selezionare il rappresentante della Moldavia all'Eurovision Song Contest 2025 a Basilea, in Svizzera; tuttavia il 22 gennaio 2025, un mese prima dello svolgimento dell'evento, in una conferenza stampa indetta dall'emittente TRM è stato annunciato il ritiro della nazione in extremis dalla manifestazione europea citando difficoltà di carattere economiche, amministrative ed artistiche, quest'ultime relative principalmente alla qualità delle proposte qualificate per la finale di Etapa Națională.

## Organizzazione
L'emittente pubblica TeleRadio Moldova (TRM) aveva confermato la partecipazione della Moldavia all'Eurovision Song Contest 2025 il 16 novembre 2024. Due giorni dopo, l'emittente aveva confermato l'organizzazione di Etapa Națională per la selezione del proprio rappresentante eurovisivo; a partire dal giorno stesso l'emittente aveva inoltre dato la possibilità agli aspiranti autori di inviare i propri brani entro il 27 dicembre 2024, con la condizione che fossero cittadini moldavi.
La selezione sarebbe stata suddivisa in due fasi: una giuria di esperti ha selezionato 30 proposte iniziali per le audizioni, le quali sono state successivamente scremate a 12 per la finale televisiva, la quale si sarebbe dovuta svolgere il 22 febbraio 2025 presso gli studi televisivi di TRM a Chișinău. Durante la serata finale, i risultati sarebbero stati decretati da una combinazione di voto della giuria e televoto.

## Partecipanti
Il 14 gennaio 2025 una giuria aveva selezionato, fra le 36 proposte ricevute, le 30 che avrebbero preso parte alle audizioni in programma il 18 gennaio.
Il successivo 16 gennaio la Eblansh Band hanno annunciato il loro ritiro dalla competizione a causa di problemi di salute di uno dei componenti del gruppo, tuttavia, ci sono state accuse secondo cui la formazione non esisterebbe e che la canzone sarebbe stata generata utilizzando l'intelligenza artificiale da alcuni individui ucraini. Anna G, Dan Alexandrov e Valleria, invece, sono stati successivamente esclusi poiché non si sono presentati durante le audizioni dal vivo.
Il 18 gennaio 2025 si sono tenute le audizioni dal vivo, dove una giuria composta da cinque membri aveva selezionato i 12 artisti ammessi alla finale televisiva.
| #  | Artista                | Titolo                | Lingua          | Compositori                                                                               | Posizione |
| -- | ---------------------- | --------------------- | --------------- | ----------------------------------------------------------------------------------------- | --------- |
| 1  | Diana Elmas            | Fly Away              | Inglese         | Ylva Persson, Linda Persson, Peter Nord, Mats Larsson                                     | —         |
| 2  | Sasha Khanedanyan      | Silent Hills          | Inglese         | Sasha Khanedanyan                                                                         | —         |
| 3  | Nr 11                  | Bye                   | Inglese         | Nadejda "Stetiuc" Rotaru                                                                  | —         |
| 4  | Nördika                | Ludmila               | Inglese         | Ruslan Tăranu                                                                             | —         |
| 5  | Royals ST              | Zboară-n sus          | Inglese, rumeno | Paul Gamurari, Anatol Vornicescu                                                          | 3         |
| 6  | Tudor Bumbac           | Pace noi vrem         | Rumeno          | Tudor Bumbac, Daniela Bumbac                                                              | —         |
| 7  | Sasha Letty            | Haute Couture         | Inglese         | Jacob Jonia                                                                               | —         |
| 8  | Nadya Crajevschi       | Not a Shadow          | Inglese         | Ivan Aculov, Ervin Mațiboruc-Gavrisciuc, Nadejda Carjevschi                               | 10        |
| 9  | Sasha Bognibov         | All-Night Party       | Inglese         | Tristán White, Andy Brook                                                                 | 12        |
| 10 | Cristian Predein       | Moldovian Dance       | Rumeno          | Alexandru Cobușcean, Cristian Predein                                                     | —         |
| 11 | Chris Cross            | Eu vin                | Rumeno, inglese | Radco, Cristian Cuculescu                                                                 | 11        |
| 12 | Vadim Eleni            | Mamă, să fii!         | Rumeno          | Vladimir Eleni                                                                            | 2         |
| 13 | Rina                   | Dorințele             | Rumeno          | Rodica Jabinschi, Ion Cațár                                                               | 7         |
| 14 | Bacho & Carnival Brain | Semafoare             | Rumeno          | Edgar Bacioi, Dumitru Golban, Iuri Ribac, Anton Ragoza                                    | 8         |
| 15 | Lylu                   | Be Your Light         | Inglese         | Martin Hollis                                                                             | —         |
| 16 | Poops feat. Zaffi      | Destinul              | Rumeno          | Poops                                                                                     | —         |
| 17 | Priza feat. Mc Mike    | Kookoo                | Inglese, rumeno | Costantin Ieșeanu, Mihahil Țurcanu                                                        | 4         |
| 18 | Lisa Volk              | O lacrimă, un dor     | Rumeno          | Viorica Visterniceanu, Marian Stârcea                                                     | —         |
| 19 | Y-gaga Band            | Alexia                | Rumeno          | Marian Stîrcea, Daniela Barbacari                                                         | —         |
| 20 | Lodos                  | Sentimental           | Rumeno          | Oleg Herescu, Ilker Faith Ayla, Veronica Rusu-Bucico                                      | 9         |
| 21 | Sasha Bognibov         | We Changed Our Gender | Inglese         | Sasha Bognibov                                                                            | —         |
| 22 | Katy Rain              | Timpul                | Rumeno          | Ecaterina Yostogan-Condrea, Mihăiță Chiriac                                               | 5         |
| 23 | Cătălina Solomac       | Demons                | Inglese         | Mihaela Marinova, Vencislav Chanov, Vitali Ezekiev, Nikos Sofīs, Joacim "Jake E" Lundberg | 6         |
| 24 | Tanya Tudor            | Bring Me Back         | Inglese         | El-Radu Project                                                                           | —         |
| 25 | Pavel Pașcan           | Alăturea de tine      | Rumeno          | Marian Stîrcea, Serghei Bilcenco, Ianoș Țurcanu                                           | —         |
| 26 | Zelorielle             | Miracle               | Inglese         | Zelorielle                                                                                | 1         |
| —  | Anna G                 | Meet Me in the Dark   | Inglese         | Anna Grosu                                                                                | —         |
| —  | Dan Alexandrov         | Can't Escape          | Inglese         | Dumitru Alexandrov, Matthew May                                                           | —         |
| —  | Eblansh Band           | O, Moldova mea dragă! | Rumeno          | Mark Leleka-Liechtenstein, Zabava Lotou, Dmytro Dmitriiev, Iulia Lotou                    | —         |
| —  | Valleria               | A Picture of Myself   | Inglese         | Anna Vaskelainen, Valeria "Valleria" Condrea                                              | —         |